# Gimming (plaats)
Gimming is een plaats in de Deense regio Midden-Jutland, gemeente Randers, en telt 238 inwoners (2008).